# Jodel DR-1052
Le Jodel DR1052 est la version construction amateur avec un CNRA (Certificat de navigabilité) du Jodel DR1051 Sicile.